# Johann Gottfried Röchling
Johann Gottfried Röchling (* 9. September 1703; † 1780) war der erste in das Fürstentum Nassau-Saarbrücken eingewanderte Röchling, Präsident der Nassau-Saarbrückischen Rentkammer und Werksdirektor in Stahlwerken.

## Leben

### Herkunft und Familie
Johann Gottfried Röchling wanderte, aus Westfalen kommend, um das Jahr 1730 in das Fürstentum Nassau-Saarbrücken ein. Er war der Sohn des Johann Caspar Röchling (1669–1737). Dank seiner guten Bildung fand er eine Anstellung beim Fürsten Wilhelm Heinrich und stieg vom Hüttenschreiber und Hüttenmeister zum Berghauptmann auf. 1755 folgte die Ernennung zum Leiter der Rentkammer (Kammerrat). Damit war er einer der höchsten Beamten in der fürstlichen Verwaltung. 
1763 beauftragte Fürst Christian von Pfalz-Zweibrücken ihn mit der Verwaltung des neu errichteten Eisenwerks Schönau und des Stahlhammerwerks Contwig in der Südwestpfalz, die er mit großem Erfolg führte. 
Sein Nachfolger wurde Friedrich Philipp Stumm.
Er war verheiratet mit der Pfarrerstochter Catharina Elisabeth Beltzer (1717–1773), mit der er die Kinder Johann Friedrich (1736–1814, Konsistorialpräsident), Dorothea Margaretha (1739–1773), Christian Ludwig (1743–1827), Johann Jakob (1746–1800), Johann Gottfried (1748–1787), Carolina Elisabetha Luisa (1750–1787) und Wilhelm Theodor (1753–1813) hatte.